# Cessole
Cessole är en ort och kommun i provinsen Asti i regionen Piemonte i Italien. Kommunen hade 388 invånare (2018).